# Carmelo Barone
Carmelo Barone (nascido em 3 de abril de 1956) é um ex-ciclista de estrada e pista italiano, profissional de 1977 a 1984. Defendeu as cores da Itália na prova de estrada individual e no contrarrelógio por equipes, realizadas nos Jogos Olímpicos de Montreal 1976.